# کاپیتان نمو
کاپیتان نمو (به فرانسوی: Capitaine Nemo)، شخصیتی خیالی است که اولین بار در کتاب‌های ژول ورن، نویسندهٔ فرانسوی ادبیات علمی–تخیلی از او نام برده شد. او با عنوان شاهزاده داکار (Prince Dakkar) نیز شناخته می‌شود.
نمو (Nemo) در زبان لاتین به معنی هیچ کس است. کاپیتان نمو در دو رمان از ژول ورن با نام‌های بیست هزار فرسنگ زیر دریا (۱۸۷۰) و جزیره اسرارآمیز (۱۸۷۴)، فرماندهی یک زیردریایی با نام ناتیلوس را برعهده دارد و در نمایشنامه‌ای از ژول ورن با نام سفری به ناممکن (۱۸۸۲) نیز حضور دارد.

## زندگی
در کتاب بیست هزار فرسنگ زیر دریا، از گذشتهٔ او صحبتی نمی‌شود و تنها می‌خوانیم که خانوادهٔ خود را از دست داده و اکنون تمایلات شدید ضدامپریالیستی دارد. (به ویژه ضد انگلستان)
در کتاب جزیره اسرارآمیز، او خود را شاهزاده داکار، فرزند راجای هندوی باندل‌کوند و نوهٔ تیپو سلطان (از قهرمانان مبارزات آزادی‌خواهانهٔ مردم هند) معرفی می‌کند. او می‌گوید که در نبرد سپاهیان علیه انگلیس شرکت داشته و با از دست دادن خانواده‌اش به انزوا روی می‌آورد و با اندک یاران باقی‌ماندهٔ خود به پژوهش‌های علمی و ساخت ناتیلوس می‌پردازد. پس از ساخت ناتیلوس، نام خود را به کاپیتان نمو تغییر می‌دهد و در دریاها ناپدید می‌شود. با گذشت زمان، افراد او یکی پس از دیگری درمی‌گذرند و او تنها می‌ماند:

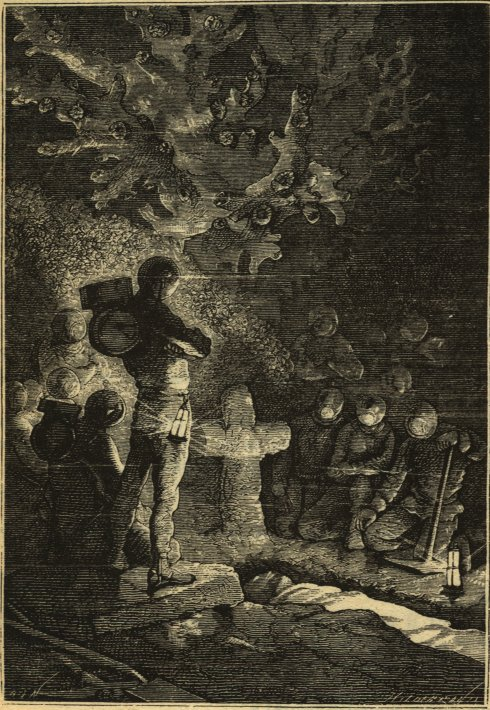
کاپیتان نمو و افرادش در حال دفن یکی از خدمهٔ ناتیلوس در گورستان مرجانی در بستر اقیانوس آرام.

او پس از اینکه بالن افراد گم‌گشته به جزیره می‌افتد به آنها کمک می‌کند تا اینکه سرانجام در آخرین ساعات عمر خود، آنها را فرا می‌خواند و خود را معرفی میکند و از آنها می‌خواهد که پس از مرگش ناتیلوس را غرق کنند تا آرامگاه او در بستر اقیانوس باشد. پناه‌آورندگان به جزیره، به آخرین وصیت او عمل می‌کنند و جسد او به همراه ناتیلوس به قعر اقیانوس می‌رود.

## ناسازگاری‌ها دربارهٔ او
در کتاب بیست هزار فرسنگ زیر دریا ابتدا قرار بود که کاپیتان نمو یکی از نجیب‌زادگان لهستانی باشد که خانواده‌اش در جریان قیام ژانویه بدست نیروهای روسیهٔ تزاری کشته شده‌اند. اما ویراستار ژول ورن، پیر-ژول هرتزل، او را از این کار بازداشت چون از ممنوع شدن کتاب در بازار روسیه و نیز مخالفت دولت روسیه در هراس بود و از این رو اصلیت کاپیتان نمو در این کتاب نامشخص ماند.
کتاب بیست هزار فرسنگ زیر دریا در سال‌های ۱۸۶۹ و ۱۸۷۰ میلادی نوشته شد و در آن، سفرهای کاپیتان نمو با ناتیلوس در سال‌های ۱۸۶۶ تا ۱۸۶۸ گزارش شده‌است. کتاب جزیره اسرارآمیز در ۱۸۷۴ نوشته شده اما داستان آن به پس از جنگ داخلی آمریکا یعنی در سال‌های ۱۸۶۵ تا ۱۸۶۸ می‌پردازد. در کتاب جزیرهٔ اسرارآمیز می‌فهمیم که کاپیتان نمو، شش سال گذشته را در جزیره به سر برده و در همان‌جا نیز شاهد مرگ او هستیم اما این با تاریخ سفرهای او در کتاب بیست هزار فرسنگ زیر دریا ناسازگار است.

## نگارخانه

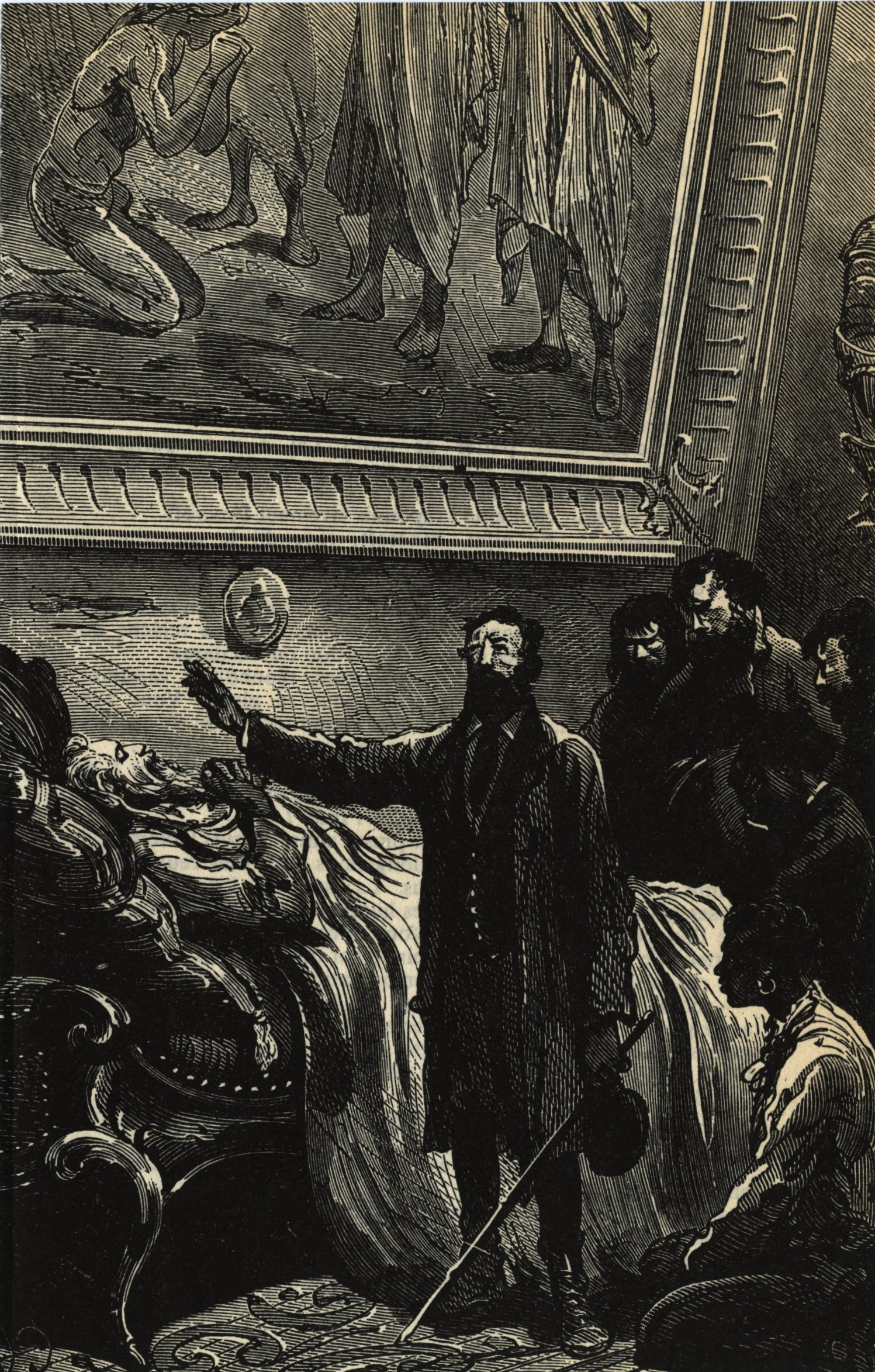
کاپیتان نمو در بستر مرگ در سالن بزرگ ناتیلوس. سایروس اسمیت و دیگر پناهندگان جزیرهٔ لینکلن بر بالین او ایستاده‌اند و آخرین سخنان او را می‌شنوند. این صحنه در پایان کتاب جزیره اسرارآمیز توصیف شده‌است.
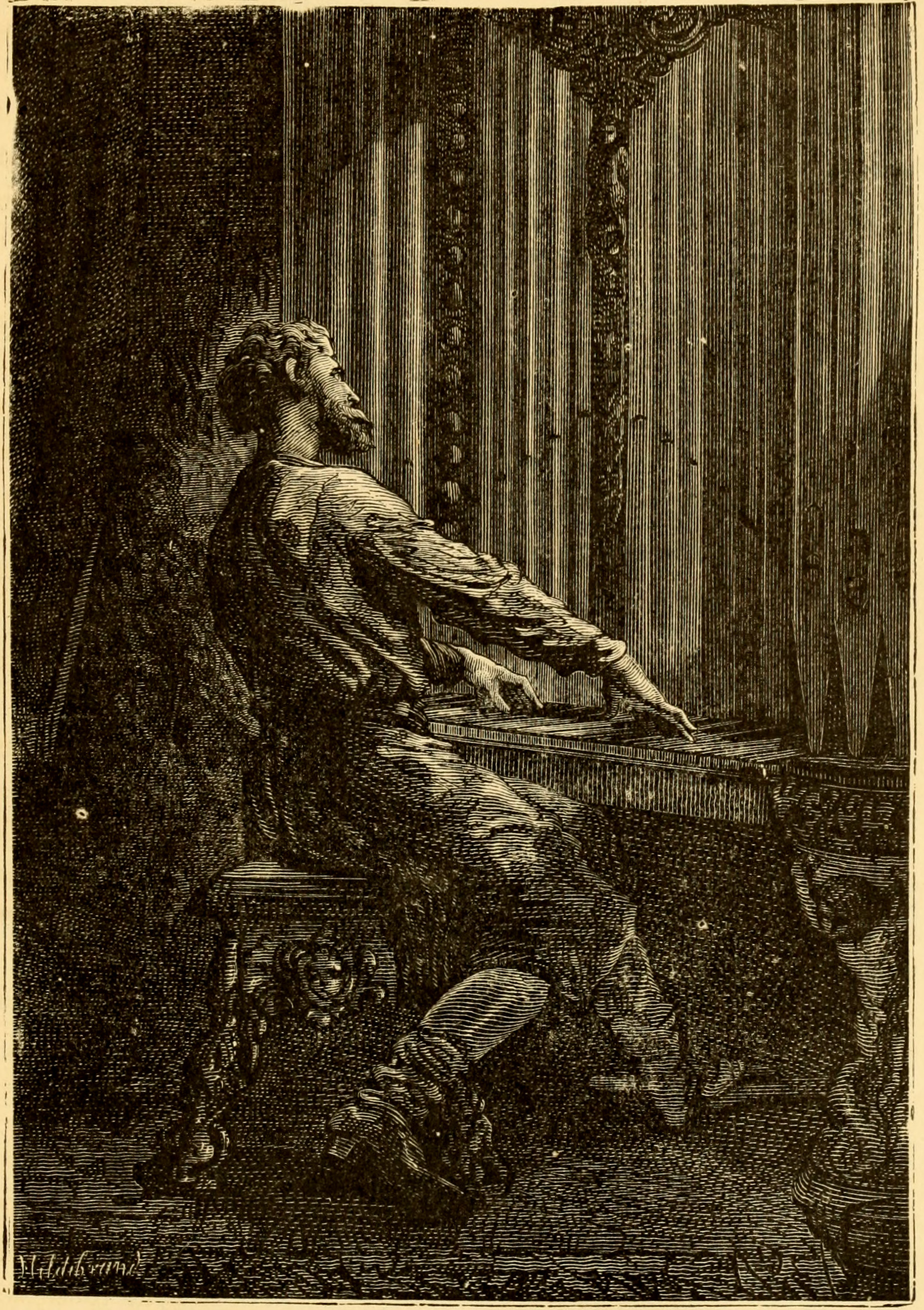
کاپیتان نمو در حال نواختن اُرگ خود در ناتیلوس.
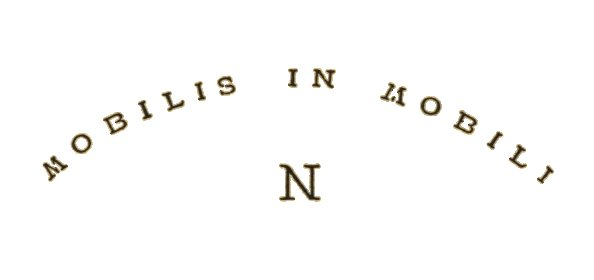
نشان کاپیتان نمو و زیردریایی ناتیلوس. بر آن شعاری به زبان لاتین نوشته شده‌است.
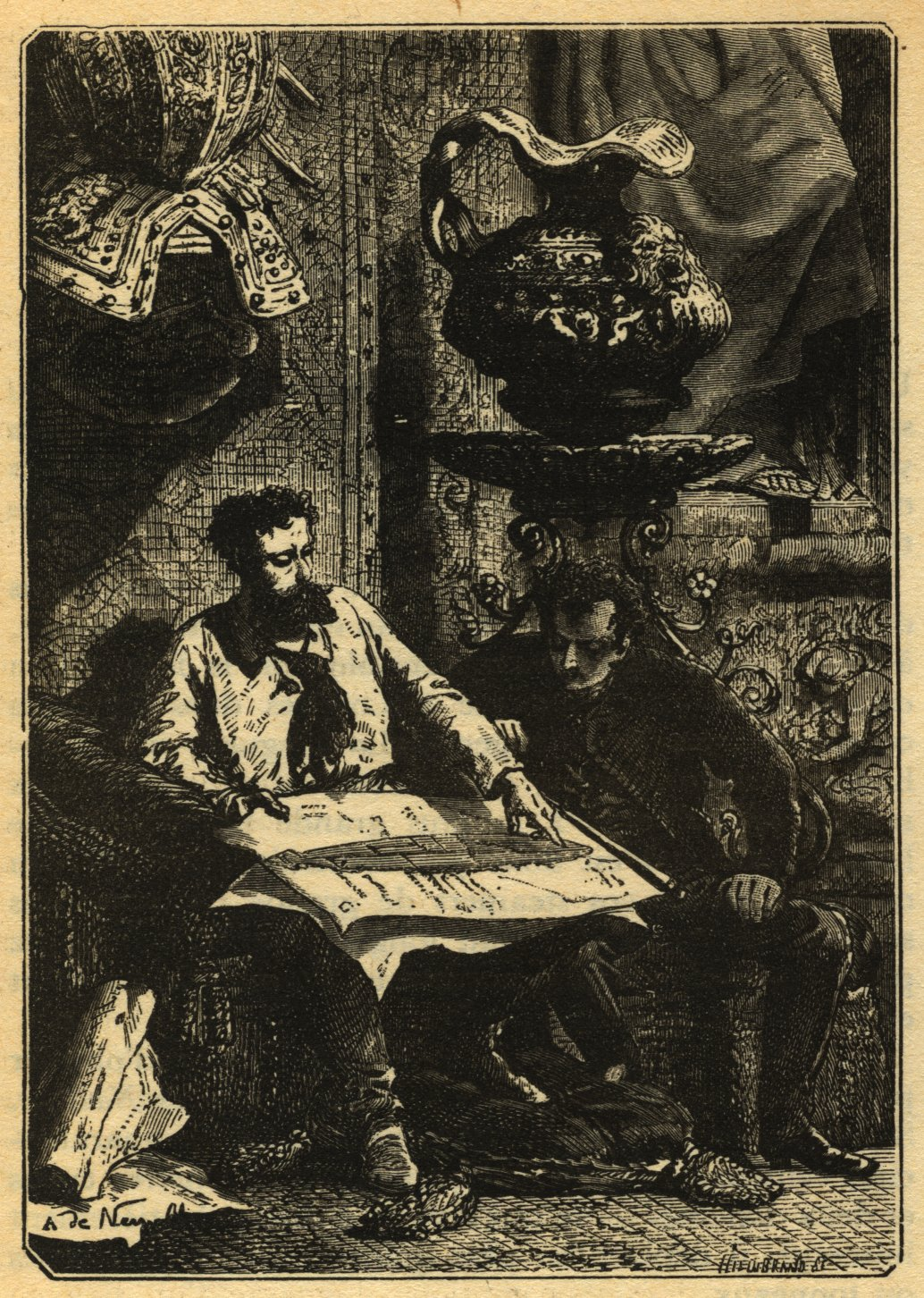
کاپیتان نمو و پروفسور آروناکس در حال گفتگو دربارهٔ نقشه‌های ناتیلوس.
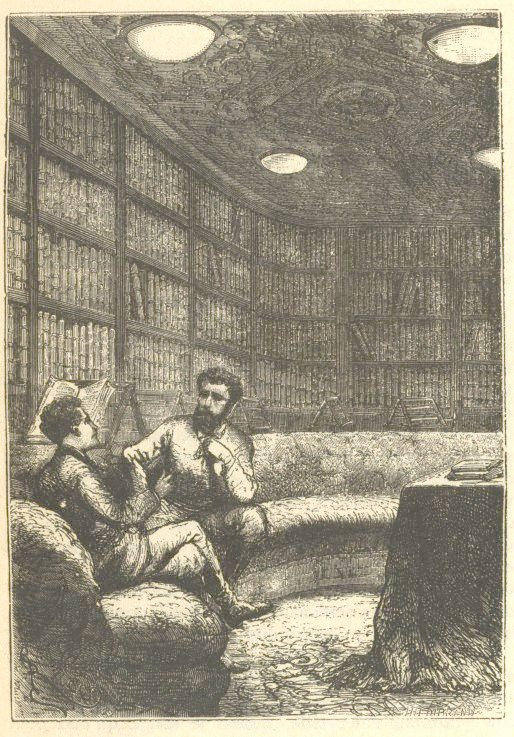
کاپیتان نمو و پروفسور آروناکس در کتابخانهٔ ناتیلوس.